# Сентгабель (кантон)
Сентгабе́ль (фр. Cintegabelle, окс. Senta Gabèla) — кантон во Франции, находится в регионе Юг — Пиренеи, департамент Верхняя Гаронна. Входит в состав округа Мюре.
Код INSEE кантона — 3112. Всего в состав кантона Сентгабель входят 7 коммун, из них главной коммуной является Сентгабель.

## Население
Население кантона на 2009 год составляло 5605 человек.
| 1962 | 1968 | 1975 | 1982 | 1990 | 1999 | 2006 | 2009 |
| ---- | ---- | ---- | ---- | ---- | ---- | ---- | ---- |
| 3812 | 3580 | 3494 | 3642 | 4157 | 4641 | 5160 | 5605 |

## Коммуны кантона
| Коммуна      | Население, чел. (2010) | Код INSEE | Почтовый индекс |
| ------------ | ---------------------- | --------- | --------------- |
| Гайак-Тульза | 1216                   | 31206     | 31550           |
| Гразак       | 508                    | 31231     | 31190           |
| Кожак        | 777                    | 31128     | 31190           |
| Марльяк      | 122                    | 31319     | 31550           |
| Сентгабель   | 2625                   | 31145     | 31550           |
| Энь          | 234                    | 31002     | 31550           |
| Эсперс       | 237                    | 31173     | 31190           |